# Mathias Kaltenegger
Mathias Kaltenegger (12. února 1845 Oberandritz – 22. prosince 1916 Baden) byl rakouský politik německé národnosti, v 2. polovině 19. století poslanec Říšské rady ze Štýrska.

## Biografie
Působil jako majitel mlýna v Oberandritz.
Působil i jako poslanec Říšské rady (celostátního parlamentu Předlitavska), kam usedl ve volbách roku 1885 za kurii venkovských obcí ve Štýrsku, obvod Štýrský Hradec, Voitsberg atd. Mandát obhájil ve volbách roku 1891 a volbách roku 1897. Ve volebním období 1885–1891 se uvádí jako Mathias Kaltenegger, majitel mlýna, bytem Oberandritz.
Na Říšské radě se po volbách roku 1885 uvádí jako člen poslaneckého Liechtensteinova klubu, který byl katolicky konzervativně orientován. Po volbách roku 1891 patřil do konzervativního Hohenwartova klubu (neboli Strana práva).
Byl výrazně konzervativně orientován. Prosazoval obnovení vlivu katolické církve ve školství. Poté, co prošla Badeniho volební reforma, se stáhl z politického života.
Zemřel v prosinci 1916.